# Horol (folyó)
A Horol (ukránul: Хорол) folyó Ukrajnában, mely 308 kilométer hosszú, vízgyűjtő területe 3870 km² és a Pszel folyóba torkollik. Szélessége 40–80 m, maximálisan 200 m; 3,5–5 m mély. Völgye 10–12 km széles. Hét zsilip található rajta. Körülbelül novembertől márciusig befagy.
A partján fekszik Mirgorod, a Poltavai terület Mirgorodi járásának székhelye.